# Galerie du Haut-Pavé
La galerie du Haut-Pavé est une galerie d'art qui a le statut d'association sans but lucratif, ayant pour mission de promouvoir des artistes en organisant leur première exposition à Paris. Elle a à son actif la mise en exergue d'un nombre significatif de peintres et sculpteurs devenus importants dans la seconde moitié du XXe siècle.

## Historique et artistes mis en avant
La galerie est créée en 1953 par le père dominicain Gilles Vallée, un ami de Pie Raymond Régamey. Elle est gérée par une association sans but lucratif, non confessionnelle, dont la mission est de rendre possible la première exposition personnelle d'artistes encore inconnus. La galerie du Haut-Pavé ne se pose pas en opposition aux galeries commerciales, mais en complément, réalisant pour ces galeries plus traditionnelles un travail de défrichage.  Elle devient aussi un lieu de rencontre entre peintres ou sculpteurs, professionnels du métier (critiques, galeristes, responsables d'institutions publiques, etc.) et amateurs. Son rôle est particulièrement important dans les années 1950 où Paris attire encore des artistes de toute nationalité, tels l'Américaine Shirley Jaffe, l'Italien Marino Di Teana, le Russe Léon Zack ou le Chinois Chu Teh-Chun, sans disposer de structures d'accueil pour les aider matériellement et faire connaître leurs œuvres. Dans cette époque marquée également par un renouvellement des moyens d'expression et un foisonnement de nouvelles tendances artistiques, la galerie du Haut-Pavé se fait connaître grâce à un bouche à oreille entre passionnés de l'art contemporain.
Ce lieu permet ainsi à des centaines d'artistes de se lancer. Plusieurs ont acquis ensuite une grande notoriété, notamment Shirley Jaffe, Marino Di Teana, Léon Zack ou Chu Teh-Chun déjà cités. Mais aussi Arman, Philippe Hosiasson, Claude Bellegarde, Mark Brusse, Olivier Debré, Marine Joatton, Cristine Guinamand, Marc Devade, Gustav Bolin, Gérard Deschamps, Tony Valentine, Roland Weber, Patricia Erbelding, James Guitet, Rémy Hysbergue, Ange Leccia, Xavier Longobardi, Nelly Marez-Darley, Tony Soulié, Bernard Réquichot, Michel Carrade, Émile Gilioli, Iris Clert et beaucoup d’autres,…   
L'exposition consacré à Arman est restée célèbre. En 1954, pour sa première exposition personnelle importante rendue possible par la galerie du Haut-Pavé, il choisit de présenter des gouaches abstraites, des peintures d'un style pollockien, mais aussi ses cachets : des peintures réalisées en utilisant des tampons encreurs en guise de pinceaux pour recouvrir entièrement la toile,. Les premiers pas d'Arman l'accumulateur se sont faits grâce à Gilles Vallée et son association. Cette même année 1954, la galerie présente aux amateurs d'art l'ancien maçon et désormais sculpteur italien Marino Di Teana. Cette exposition lui ouvre la porte des locaux de la galeriste Denise René,,. En juillet 1955, Iris Clert y organise sa première exposition où sont exposés trois artistes grecs : Takis, Karahalios et Tsingos.
En 1978, la Fondation nationale des arts graphiques et plastiques a rendu hommage au rôle de cette galerie si spécifique en réunissant environ cent cinquante artistes qui ont pu se lancer grâce à elle, chaque artiste étant représenté par au moins deux œuvres, une de l'époque de l'exposition, une plus récente.

## Le fonctionnement
La galerie du Haut-Pavé organise de cinq à dix expositions personnelles par an et quelques manifestations de groupe. Plusieurs centaines de demandes sont reçues, chaque année, par les responsables de l'association qui s'obligent à aller à la rencontre de ces candidats : « Notre intérêt pour leur travail ne se paie pas que de mots », explique en 2011 Blandine Béchet, à la tête de la galerie, « il se traduit par plusieurs rencontres et des visites dans leur atelier. Et, même en cas de refus, nous les recevons pour leur expliquer la décision du comité de programmation ». La galerie ne prend pas de pourcentage sur les ventes et n'a aucune vocation à garder les talents qu'elle découvre, même si elle donne du temps aux artistes en leur proposant une deuxième exposition. Elle propose également des « cartes blanches » à des critiques d’art ou à des collectionneurs. Enfin, une fois par an, elle fait profiter de ses locaux une association de province, pour éviter d'être trop centrée sur le milieu artistique parisien.   

### Sources web
- « Galerie du Haut-Pavé », sur le site du Centre national des arts plastiques